# جون باوتيستا
جون باوتيستا (بالإسبانية: Jon Bautista) (1 يناير 1995 بماون في إسبانيا - ) هو لاعب كرة قدم إسباني في مركز الهجوم. لعب مع ريال سوسيداد.

## روابط خارجية
- جون باوتيستا على موقع قاعدة بيانات كرة القدم.إي يو (الإنجليزية)
- جون باوتيستا على موقع Soccerbase.com (لاعب) (الإنجليزية)
- جون باوتيستا على موقع Soccerway.com (الإنجليزية)
- جون باوتيستا على موقع AS.com (الإسبانية)